# Rob Leask
Robert „Rob“ Leask (* 9. Juni 1971 in North York, Ontario) ist ein ehemaliger deutsch-kanadischer Eishockeyspieler, der zuletzt bei den Nürnberg Ice Tigers in der Deutschen Eishockey Liga (DEL) spielte. Seit der Saison 2024/25 ist er Assistenztrainer beim EHC Red Bull München in der DEL.

## Karriere

### Vereinskarriere
Der 1,88 m große Verteidiger begann seine Profikarriere bei verschiedenen Teams in der kanadischen Juniorenliga OHL, bevor er beim NHL Entry Draft 1991 als 209. in der zehnten Runde ausgewählt wurde. Allerdings stand der Linksschütze nie für die Capitals in der National Hockey League auf dem Eis, sondern lief ausschließlich für verschiedene Farmteams in tiefklassigeren Ligen auf.
1996 wechselte Leask in die Deutsche Eishockey Liga, wo er von nun an für die Eisbären Berlin spielte. Mit den Eisbären konnte der Abwehrspieler 2005 und 2006 die Deutsche Meisterschaft gewinnen, 2006 verließ er die Hauptstädter nach zehn Jahren in Richtung Hamburg Freezers. Zur Spielzeit 2009/10 unterschrieb der Verteidiger einen Vertrag bei den Nürnberg Ice Tigers. Im Mai 2013 unterzeichnete Leask einen Vertrag als Trainer beim EV Regensburg, wurde jedoch im Februar 2014 aufgrund sportlichen Misserfolgs beurlaubt. In der Saison 2014/15 war Leask Assistenztrainer beim DEL2-Club Kassel Huskies und unterstützte dort Rico Rossi. Von April 2015 bis Sommer 2025 war er Co-Trainer bei den Straubing Tigers, ehe er zum Ligarivalen EHC Red Bull München wechselte.

### International
Für die deutsche Nationalmannschaft bestritt Leask, der inzwischen neben der kanadischen auch die deutsche Staatsbürgerschaft besitzt, 36 Einsätze, unter anderem bei den Weltmeisterschaften 2004 und 2006 sowie beim World Cup of Hockey 2004 und den Olympischen Winterspielen 2006 in Turin.

## Erfolge und Auszeichnungen
| - 1994 Teilnahme am ECHL All-Star Game - 1995 Teilnahme am ECHL All-Star Game - 2004 Teilnahme am DEL All-Star Game | - 2005 Teilnahme am DEL All-Star Game - 2005 Deutscher Meister mit den Eisbären Berlin - 2006 Deutscher Meister mit den Eisbären Berlin |

## Karrierestatistik
(Legende zur Spielerstatistik: Sp oder GP = absolvierte Spiele; T oder G = erzielte Tore; V oder A = erzielte Assists; Pkt oder Pts = erzielte Scorerpunkte; SM oder PIM = erhaltene Strafminuten; +/− = Plus/Minus-Bilanz; PP = erzielte Überzahltore; SH = erzielte Unterzahltore; GW = erzielte Siegtore; 1 Play-downs/Relegation; Kursiv: Statistik nicht vollständig)